# Катастрофа BAe 125 в Оватонне
Катастрофа BAe 125 в Оватонне — авиационная катастрофа, произошедшая 31 июля 2008 года. Частный самолёт BAe 125-800A авиакомпании East Coast Jets выполнял плановый внутренний рейс ECJ81 по маршруту Атлантик-Сити—Оватонна, но при попытке ухода на второй круг после посадки в пункте назначения и выкатывания за пределы ВПП опрокинулся и рухнул на землю. Погибли все находившиеся на борту 8 человек — 6 пассажиров и 2 члена экипажа.

## Самолёт
British Aerospace BAe 125-800A (регистрационный номер N818MV, серийный 258186) был выпущен в 1990 году. Оснащён двумя турбореактивными двигателями Garrett TFE731-5R-1H. 19 марта 1991 года был зарегистрирован в компании-производителе (борт G-BSUL). Находился во владении лизинговых компаний:
- Частный эксплуатант (с 4 октября 1991 года по 6 сентября 1993 года, борт VR-BPM),
- Raytheon Corporate Jets, Ltd (с мая 1994 года — Raytheon Corporate Jets, Inc.; с 6 сентября 1993 года по октябрь 1994 года, сменил два б/н — G-BSUL и N8186),
- Berard Aviation, Inc. (с октября 1994 года по январь 1996 года, борт N8186),
- CYMI Investments, Inc. (с 12 апреля 2000 года — CYMI Investments Sub, Inc.; в январе 1996 года и с 12 апреля 2000 года по 28 февраля 2003 года, борт N8186),
- IAMS Company (с января 1996 года по 12 апреля 2000 года, борт N8186),
- Raytheon Aircraft Company (с 28 февраля по 27 июня 2003 года, борт N818G).

27 июня 2003 года перешёл во владение лизинговой компании MVA Aircraft Leasing, Inc., которая передала его частной авиакомпании East Coast Jets изначально под б/н N818G, но 30 октября того же года был перерегистрирован и его б/н сменился на N818MV. На день катастрофы совершил 5164 цикла «взлёт-посадка» и налетал 6570 часов.

## Экипаж
Экипаж рейса ECJ81 состоял из двух пилотов:
- Командир воздушного судна (КВС) — 40-летний Кларк Дж. Кифер (англ. Clark J. Keefer). Опытный пилот, бывший лётный инструктор, в авиакомпании East Coast Jets проработал 3 года и 6 месяцев (с 16 января 2005 года)[1]. Налетал свыше 3600 часов (2763 из них в должности КВС), 1188 из них на BAe 125—800 (также 874 часа на самолётах Learjet).
- Второй пилот — 27-летний Даниэль Д’Амброзио (англ. Daniel D'Ambrosio). Малоопытный пилот, в авиакомпании East Coast Jets проработал 9 месяцев (с 25 октября 2007 года). Ранее работал в авиакомпании Colgan Air, но уволился во время обучения из-за неожиданной смены места работы. Налетал 1454 часа, 295 из них на BAe 125—800 (также 2 часа на самолётах Learjet)[1].

## Хронология событий

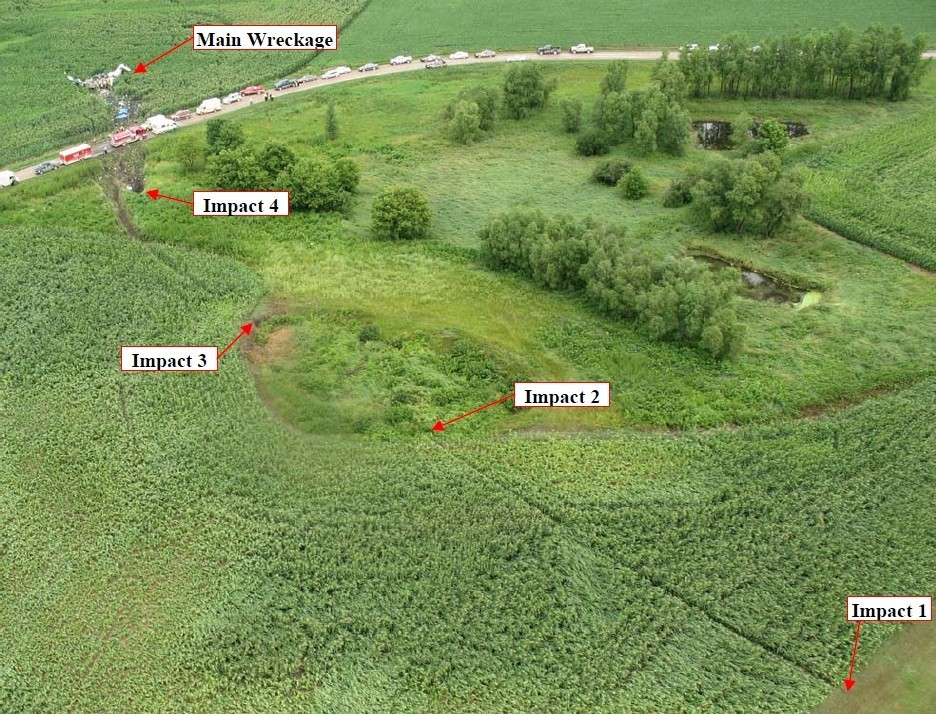
Место катастрофы

Рейс ECJ81 приземлился в аэропорту Атлантик-Сити в 06:00 CST после выполнения рейса из Аллентауна (Пенсильвания). В аэропорту Атлантик-Сити на борт самолёта поднялись 6 пассажиров и в 07:13 CST рейс 081 вылетел из Атлантик-Сити и взял курс на Оватонну. Полёт проходил на эшелоне FL240 (7300 метров).
В 09:43 рейс 081 получил разрешение на посадку, и в 09:45:08 самолёт приземлился на ВПП № 30, но, заметив, что для остановки самолёта осталось недостаточно длины взлётной полосы, пилоты решили уйти на второй круг. В 09:45:34 рейс ECJ81 выкатился за пределы ВПП № 30, оторвался от земли и уже через секунду правым крылом срезал несколько опор освещения, от удара часть правого крыла оторвалась и это привело к сильному крену вправо. Рейс ECJ81 опрокинулся на «брюхо» и в 09:45:39 рухнул на кукурузное поле в 651 метре от взлётной полосы и прочертил по земле несколько метров; от удара о землю самолёт полностью разрушился, относительно уцелела только хвостовая часть.

## Расследование
Расследование причин катастрофы рейса ECJ81 проводил Национальный совет по безопасности на транспорте (NTSB). Ещё на первом этапе расследования NTSB пришёл к выводу, что самолёт разбился из-за неудачного ухода на второй круг.
При расследовании использовались данные с речевого самописца и показания очевидцев, поскольку самолёт не был оборудован параметрическим самописцем. В момент катастрофы взлётная полоса № 30 была довольно мокрой, поэтому одной из первоначальных версий стало аквапланирование, однако позже версия была исключена.
Следователи установили, что пилоты не смогли уйти на второй круг раньше до выкатывания за пределы ВПП. NTSB назвал ошибки экипажа приоритетной версией катастрофы.
Также было установлено, что пилоты во время пробега самолёта по ВПП не смогли полностью выпустить воздушные тормоза, что и привело к выкатыванию рейса 081 за пределы ВПП, а выполнять уход на второй круг экипаж начал уже после выкатывания.

### Причины
Причины катастрофы рейса ECJ81 были отмечены в окончательном отчёте расследования, опубликованном NTSB 15 марта 2011 года:
Национальный совет по безопасности на транспорте установил, что вероятной причиной катастрофы стало решение капитана попытаться выполнить уход на второй круг в конце полосы, когда для выполнения ухода не осталось достаточного расстояния.
Основные причины:
- плохая координация экипажа и отсутствие дисциплины в кабине;
- усталость, которая, вероятно, отрицательно повлияла на работу обоих пилотов;
- неспособность Федерального управления гражданской авиации регулировать обучения управлению ресурсами экипажа и стандартных операционных процедур для авиакомпаний.

В целях повышения безопасности полётов NTSB вынес ряд рекомендаций:

- установить для каждого самолёта отметку пробега по полосе, после которой уход на второй круг выполнять не рекомендуется;
- установить стандарты, в соответствии с которыми пилоты смогут лечиться от нарушения сна при сохранении медицинского освидетельствования;
- проинформировать пилотов и врачей о нормах здорового сна;
- активно сотрудничать с производителями самолётов и авионики в разработке технологий для уменьшения или предотвращения отклонений от взлётно-посадочной полосы и, ввести требования об установки систем;
- проинформировать эксплуатантов самолётов с изменениями пробега самолёта на мокрой ВПП.

## Последствия катастрофы

### Погибшие
В катастрофе погибли все находившиеся на борту оба пилота и 6 пассажиров. Изначально 1 пассажир выжил, но умер в больнице менее через 2 часа после катастрофы. Катастрофа рейса 081 стала второй крупнейшей (по числу погибших) в истории BAe 125 (на первом — катастрофа под Акроном, 9 погибших).
Все 6 пассажиров участвовали в строительстве крупного казино «Revel» в Атлантик-Сити. На тот момент оно было самым высоким зданием в городе. Они прилетели в Миннесоту, чтобы встретиться с производителями «стеклянных стен» — технологии установки стёкол в здании. Построенное казино в итоге стало «мемориалом» погибшим в катастрофе.

### Судебные иски
Иски были поданы от имени семей пассажиров и обоих пилотов и были урегулированы примерно в то же время, когда вышел окончательный отчёт расследования NTSB.